# جورج آدمز
جورج آدمز (بالإنجليزية: George Adams (judge))‏ (و. 1784 – 1844 م)هو محامي، وقاضي، وسياسي من الولايات المتحدة الأمريكية . ولد في لينشبرغ .